# Elio Toaff
Elio Toaff (in ebraico אליהו טואף‎?; Livorno, 30 aprile 1915 – Roma, 19 aprile 2015) è stato un rabbino italiano.
È stato considerato la massima autorità spirituale e morale ebraica in Italia dal secondo dopoguerra sino ai primi anni duemila.

## Biografia

Papa Giovanni Paolo II (a sinistra) ed Elio Toaff (a destra) nella sinagoga di Roma il 13 aprile 1986.

Elio Toaff nacque a Livorno il 30 aprile 1915 da Alfredo Sabato Toaff, rabbino della città, e Alice Jarach, di Casale Monferrato. Studiò presso il collegio rabbinico della sua città natale sotto la guida del padre. Frequentò al tempo stesso l'Università di Pisa presso la facoltà di giurisprudenza, dove poté laurearsi nel 1938 nei tempi stabiliti, in quanto l'introduzione delle leggi razziali fasciste precludeva agli ebrei l'ingresso alle università ed espelleva gli studenti fuori corso, ma consentiva di completare gli studi a chi ne fosse giunto al termine. L'anno successivo completò gli studi rabbinici laureandosi in teologia al collegio rabbinico di Livorno, ottenendo il titolo di rabbino maggiore. Fu nominato rabbino capo di Ancona, dove rimase dal 1941 al 1943.
Dopo l'8 settembre 1943, con la recrudescenza della violenza nazista e le prime deportazioni italiane per i lager, Toaff, sua moglie Lia Luperini ed il loro figlio Ariel fuggirono in Versilia, scampando all'assassinio in casa per l'aiuto del parroco della vicina chiesa, che lo salvò avvertendolo dell'agguato, facendolo poi fuggire con l'aiuto di famiglie cattoliche e alterando le generalità sui loro documenti, girovagando tra mille insidie. Più volte Toaff scampò alla morte per mano nazista: in un'occasione scampò ai nazisti rifugiandosi a Città di Castello di cui è cittadino onorario dal 1999. Entrò nella Resistenza, combattendo sui monti e vedendo con i propri occhi le atrocità ai danni di civili inermi.

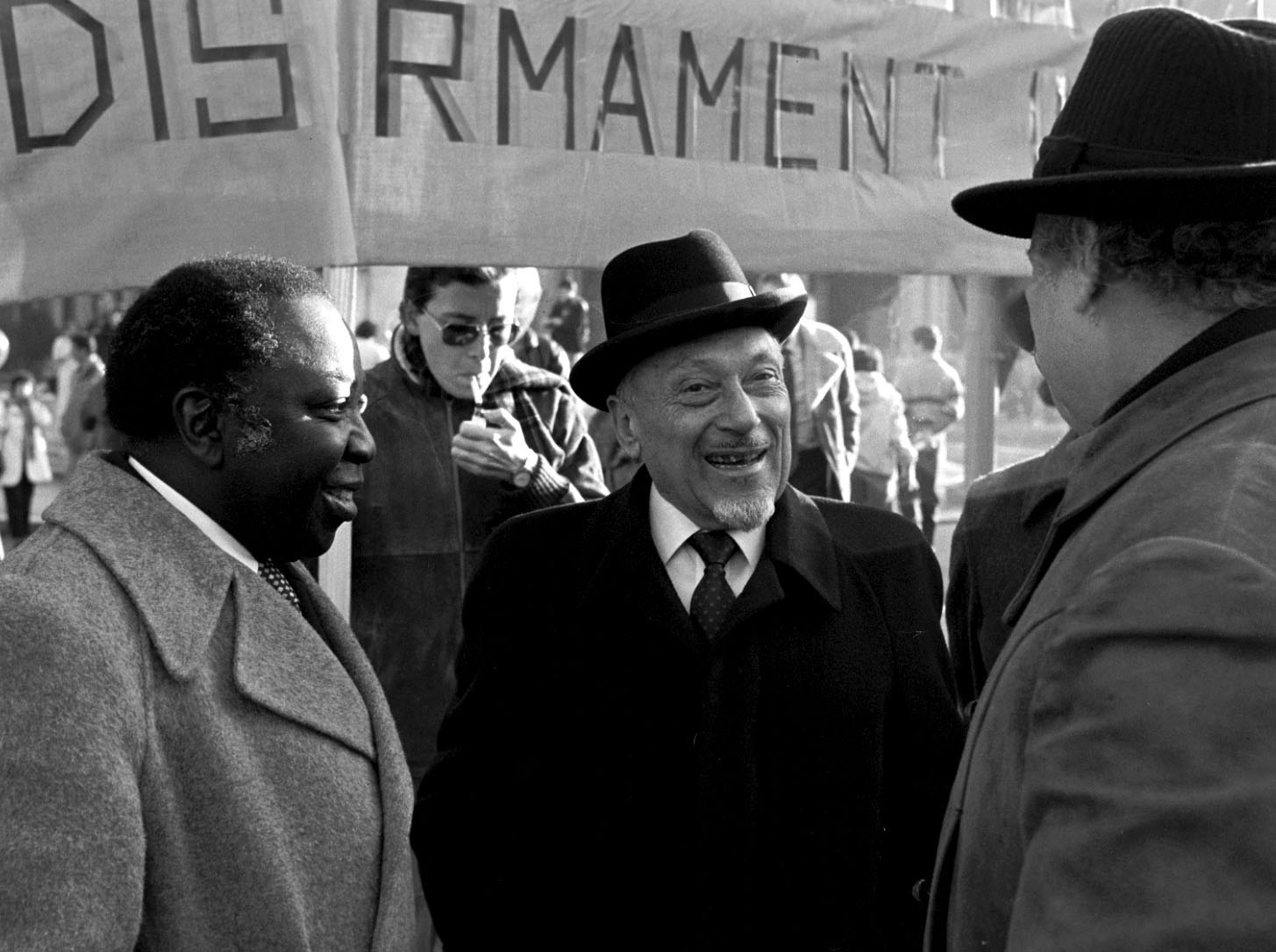
Elio Toaff alla marcia per la pace a Roma nel 1985

Dopo la guerra fu rabbino di Venezia, dal 1946 al 1951, insegnando anche lingua e lettere ebraiche presso l'Università di Ca' Foscari. Nel 1951 divenne rabbino capo di Roma. Oltre al suo ruolo spirituale, ha ricoperto diverse cariche nella comunità ebraica italiana: presidente della Consulta rabbinica italiana per molti anni, direttore del Collegio rabbinico italiano e dell'istituto superiore di studi ebraici, direttore dell'Annuario di Studi Ebraici. Inoltre è membro dell'Esecutivo della Conferenza dei rabbini europei fin dalla fondazione nel 1957 e dal 1988 è entrato a far parte del Praesidium. Nel 1987 Toaff pubblicò una sua autobiografia: Perfidi giudei, fratelli maggiori (Mondadori, Milano).
L'8 ottobre 2001 Elio Toaff, all'età di 86 anni, annunciò le proprie dimissioni dalla carica di rabbino capo di Roma per lasciare spazio e opportunità ai più giovani. La decisione venne comunicata da Toaff stesso nella sinagoga di Roma al termine delle preghiere per lo «Oshannà Rabbah». Il successore alla carica è stato Riccardo Di Segni. Nel 2005 è stato proposto alla carica di senatore a vita.

### La morte
Morì il 19 aprile 2015, nella sua abitazione di Roma, pochi giorni prima del suo centesimo compleanno; i funerali vennero celebrati al Tempio Maggiore, alla presenza di tantissima gente comune e di volti noti della politica e del giornalismo; successivamente è stato sepolto accanto ai genitori nel cimitero ebraico dei Lupi di Livorno.

## Contributo al dialogo ebraico-cristiano
Importanti sono stati da sempre i rapporti di Toaff con il mondo cattolico e il suo impegno per il dialogo ebraico-cristiano. Scriveva Toaff: 
Il 10 ottobre 1958, nella circostanza della morte di papa Pio XII, Toaff affermò: "Più che in ogni altra occasione, abbiamo avuto l'opportunità di sperimentare la grande compassione e la grande generosità di questo papa durante gli anni della persecuzione e del terrore, quando sembrava non ci fosse per noi più alcuna speranza".
Nella sua autobiografia Toaff ricorda con particolare calore gli anni del pontificato di Giovanni XXIII, l'esperienza del Concilio Vaticano II con l'approvazione della dichiarazione Nostra aetate e l'amicizia che in quegli anni lo legò al card. Augustin Bea ed a padre Cornelius Adriaan Rijk. Toaff ricorda ancora come "la notte in cui Giovanni XXIII entrò in agonia, sentii imperioso il bisogno di unirmi ai tanti cattolici che vegliavano in preghiera a piazza San Pietro". Le associazioni per il dialogo ebraico-cristiano in Italia - dal Segretariato attività ecumeniche alle Amicizie ebraico-cristiane, ai Colloqui ebraico-cristiani di Camaldoli - trovarono sempre in Toaff un interlocutore attento, sensibile e partecipe.

Un primo incontro di Toaff con papa Giovanni Paolo II avvenne l'8 febbraio 1981 a Roma nella canonica della chiesa di San Carlo ai Catinari, vicina al ghetto di Roma. Nel 1986 il papa espresse il suo desiderio di visitare la sinagoga di Roma. L'invito fu accolto e il 13 aprile 1986 Toaff fu protagonista dello storico incontro con papa Giovanni Paolo II alla sinagoga di Roma. Scriveva Toaff: 
Il rapporto di Toaff con Giovanni Paolo II si mantenne stretto fino alla morte del pontefice, in occasioni di incontri pubblici e privati. Toaff è una delle tre sole persone nominate nel testamento spirituale di Giovanni Paolo II, assieme al segretario don Stanisław Dziwisz ed a Joseph Ratzinger, suo successore.

## Opere
- Perfidi giudei, fratelli maggiori autobiografico (Mondadori, 1987)
- Essere ebreo, intervista di Alain Elkann (Bompiani, 1994)
- Presentazione in Dal liceo ad Auschwitz - Lettere di Louise Jacobson (L'Arca Società Editrice dell'Unità, 1996)
- Il Messia e gli ebrei con Alain Elkann (Bompiani, 1998)

## Programmi radiofonici Rai
- Shavuoth, la festa del decalogo a cura di Elio Toaff, trasmessa il 28 maggio 1952.
- Ascolta si fa sera, trasmissione di tre minuti prima delle 20.00, andata in onda a cura de GR 1 dall'aprile 1970, dove si alternavano sacerdoti come padre Turoldo, don Riboldi, padre Bianchi ed altri.

## Maestri e compagni di studio
- Moshe Sed
- Enzo Di Castroallievo
- Paolo Nissim, compagno di studi poi rabbino di Trieste
- Raffaello Lattes, compagno di studi poi rabbino di Modena

## Allievi e collaboratori
- Alberto Funaro
- Joram Marino
- Alberto Piattelli
- Umberto Piperno
- Alberto Sermoneta
- Ariel Toaff
- Adolfo Locci